# Apple Watch Ultra 2
Apple Watch Ultra (2-го поколения) — текущее семейство сверхзащищённых (водонепроницаемость до 100 м глубины погружения) смарт-часов Apple Watch в титановом корпусе для экстремалов серии «Ultra» стоимостью от $799. Они построены на новом гораздо более мощном чем у предшественников чипе Apple S9, имеют циферблат Modular Ultra и поддержку жеста Double tap, и были представлены 12 сентября 2023 года.
Второе поколение серии «Ultra».

## История
Часы были представлены на осенней презентации Apple, проходившей 12 сентября 2023 года, и они были показаны вместе с родственной, более дешёвой версией Apple Watch Series 9.